# Ciudad Gótica (programa de televisión)
Ciudad Gótica fue un programa de televisión emitido y producido por Televisión Nacional de Chile entre el 5 de octubre y el 21 de diciembre de 2003.
Conducido por un trío de animadores compuesto por Felipe Camiroaga, Coco Legrand y Carla Ballero, consistió en un estelar de conversación donde cada programa giraba en torno a un concepto, a través del cual se entrevistaba a personalidades a hablar de sus experiencias relacionadas con ello. También contó con espacios de humor a cargo del mismo Legrand, Stefan Kramer y notas con Felipe Avello.
El programa desde su estreno, se posicionó en el primer lugar de audiencia, superando al entonces líder del horario Caiga quien caiga (CQC). Sin embargo, enfrentó controversias debido al contenido presentado en el programa; la controversia más importante tuvo relación con la presencia de Bryan Tulio, personaje creado por Avello, el cual colocaba a un joven bailarín erótico a participar en actos públicos. Sus intervenciones provocaron opiniones divididas entre el público y los invitados del programa y conflictos con el directorio del canal, el cual mostró total rechazo a sus apariciones y exigió su salida, lo cual se concretó. Estos conflictos, sumado a la negativa de Camiroaga al despido de Avello llevó a la no renovación del programa tras su ciclo, en diciembre de 2003.